# Шебелинка
Шебели́нка — село в Україні, у Донецькій селищній громаді Ізюмського району Харківської області. До 2020 центр сільської ради. Населення становить 346 зареєстрованих осіб (станом на 2025 рік). Село розташоване на заході району.

## Географія
Село Шебелинка знаходиться в сильно поритій ярами місцевості, деякі з них перегороджені дамбами і перетворені у ставки. В них бере початок річка Шебелинка. Поруч дубовий ліс — Плоский. За 3 км село Дальня Шебелинка. Навколо села багато газових свердловин і газопроводів.[джерело?]
| Клімат Шебелинки        | Клімат Шебелинки | Клімат Шебелинки | Клімат Шебелинки | Клімат Шебелинки | Клімат Шебелинки | Клімат Шебелинки | Клімат Шебелинки | Клімат Шебелинки | Клімат Шебелинки | Клімат Шебелинки | Клімат Шебелинки | Клімат Шебелинки | Клімат Шебелинки |
| Показник                | Січ.             | Лют.             | Бер.             | Квіт.            | Трав.            | Черв.            | Лип.             | Серп.            | Вер.             | Жовт.            | Лист.            | Груд.            | Рік              |
| Середній максимум, °C   | −3,5             | −2,5             | 2,7              | 13,5             | 20,8             | 24,5             | 26,0             | 25,4             | 19,6             | 12,0             | 4,1              | −0,4             | 11,9             |
| Середня температура, °C | −6,6             | −5,7             | −0,5             | 8,8              | 15,5             | 19,3             | 20,9             | 20,0             | 14,6             | 7,9              | 1,4              | −3               | 7,7              |
| Середній мінімум, °C    | −9,6             | −8,8             | −3,7             | 4,2              | 10,3             | 14,1             | 15,8             | 14,7             | 9,7              | 3,8              | −1,3             | −5,6             | 3,6              |
| Норма опадів, мм        | 47               | 34               | 31               | 38               | 47               | 61               | 59               | 45               | 47               | 35               | 44               | 44               | 532              |
| ----------------------- | ---------------- | ---------------- | ---------------- | ---------------- | ---------------- | ---------------- | ---------------- | ---------------- | ---------------- | ---------------- | ---------------- | ---------------- | ---------------- |
| Джерело:                |                  |                  |                  |                  |                  |                  |                  |                  |                  |                  |                  |                  |                  |

## Історія
Перша згадка про Шебелинку сягає 1681 року. В 1817 році село перевели в розряд військових поселень.[джерело?]
В 1829 році в Слобідсько-Українській губернії розгорнулося повстання селян, предки яких ще в XVIII столітті були переселені з Центральної Росії. Воно охопило кілька сіл і слобід з центром у слободі Шебелинка. Селяни виступили проти переведення їх у військових поселенців. Вони перестали підкоряться поселенському командуванню, громили приміщення ескадронних комітетів, обирали своїх отаманів. За кілька днів в Шебелинці зібралося близько 3 тис. осіб. Під проводом селян С. Дьоміна і К. Ведернікова відбили наступ уланів. Тоді влада кинули на повстанців цілу дивізію уланів і застосували гарматний обстріл Шебелинки. Повстання було придушене. Загинуло 109 повсталих, 143 чоловік було арештовано і віддано під військовий суд. С. Дьомін та К. Вдерніков відправлені на вічну каторгу.[джерело?]
За даними на 1864 рік у казеній слободі, центрі Шебелинської волості Зміївського повіту, мешкало 3327 осіб (1587 чоловічої статі та 1740 — жіночої), налічувалось 505 дворових господарств, існувала православна церква.
1910—1914 роки — будівництво залізниці та залізничних станцій Шебелинка, Балаклія, Савинці.[джерело?]
Станом на 1914 рік кількість мешканців зросла до 5 545 осіб.
Село постраждало внаслідок геноциду українського народу, проведеного урядом СССР в 1932—1933 роках, кількість встановлених жертв — 70 людей.
3 травня 1950 із свердловини, пробуреної поблизу села, вдарив газовий фонтан. Було відкрито найбільше родовище в Україні, а на той час — і в Європі.
Також недалеко від села Шебелинка розташовується низка курганів бронзового віку.
До 2020 село було центром Шебелинської сільської ради Балаклійського району. 
12 червня 2020 року, відповідно до Розпорядження Кабінету Міністрів України  № 725-р «Про визначення адміністративних центрів та затвердження територій територіальних громад Харківської області», увійшло до складу Донецької селищної територіальної громади.
19 липня 2020 року, в результаті адміністративно-територіальної реформи та ліквідації Балаклійського району, село увійшло до складу новоутвореного Ізюмського району.

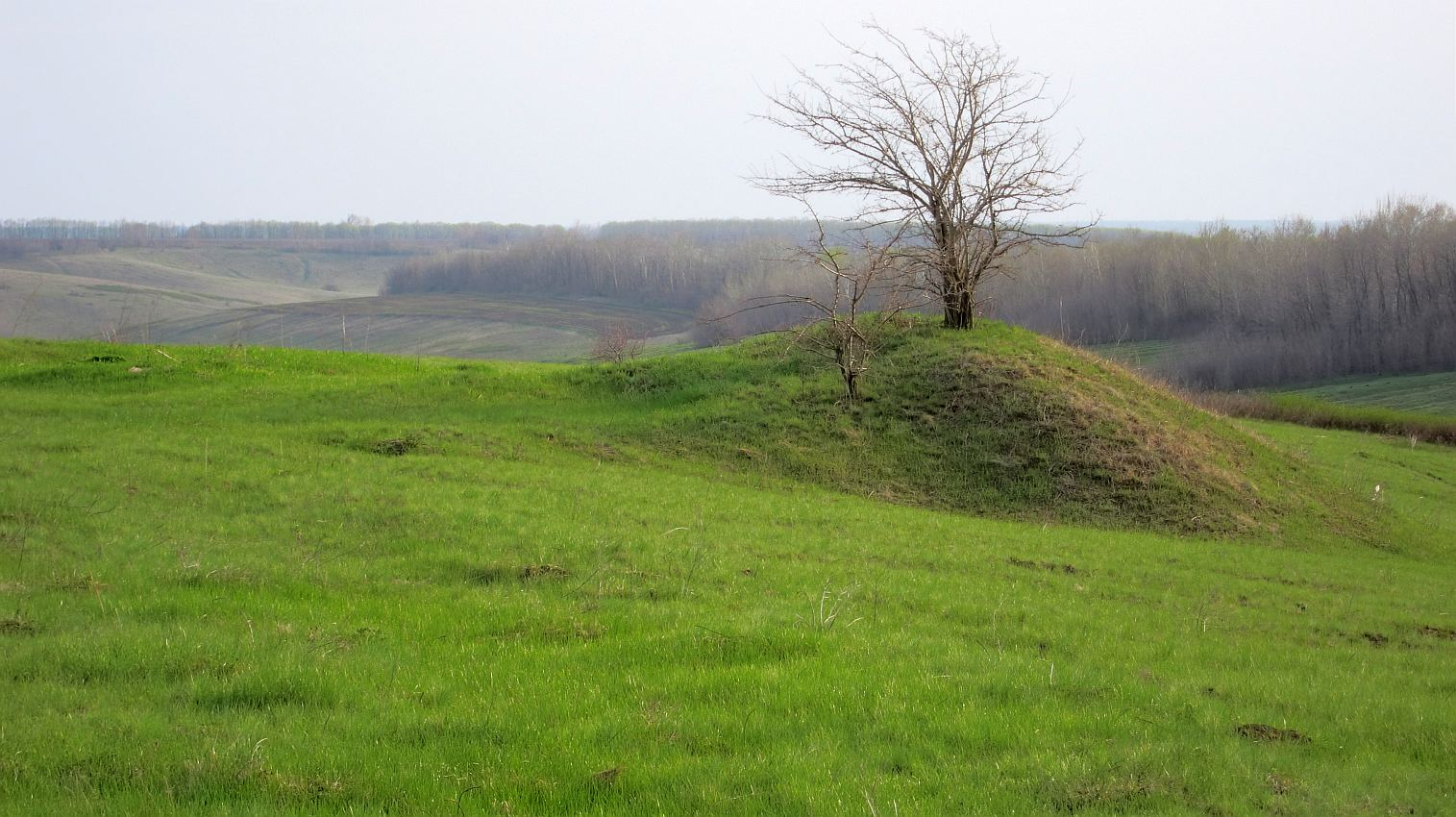
Курган біля витоку балки Суха та поблизу с. Шебелинка

## Економіка
- Газопромислове управління «Шебелинкагазвидобування».
- Шебелинське відділення з переробки газового конденсату та нафти.

## Транспорт
Село перетинає автомобільна дорога Т 2110.

## Населення
Станом на 1989 рік у селі проживали 416 осіб, серед них — 187 чоловіків і 229 жінок.
За даними перепису населення 2001 року у селі проживали 397 осіб. Рідною мовою назвали:
| Мова       | Кількість осіб | Відсоток |
| ---------- | -------------- | -------- |
| російська  | 318            | 80,10%   |
| українська | 72             | 18,14%   |
| молдовська | 3              | 0,76%    |
| білоруська | 1              | 0,25%    |
| інші       | 3              | 0,75%    |

## Релігія
Тут була Троїцька дерев'яна церква (1690 р.), продана в 1782 в Гусарівку. Церква була п'ятизрубною, одноверхою.

## Пам'ятки
- Братські могили радянських воїнів. 2. Поховано 388 воїнів. 1942р., 1943р.